# Cold (Static-X)
Cold è un singolo del gruppo musicale statunitense Static-X, pubblicato nel 2002 come secondo estratto dal secondo album in studio Machine.

## Video musicale
Il videoclip omaggia il romanzo di Richard Matheson Io sono leggenda (1954) ed è stato diretto da Nathan Cox e Joe Hahn.

## Tracce
1. Cold – 3:40
2. Cold (Mephisto Odyssey Remix) – 3:40
3. This Is Not (Live) – 3:39
4. Cold (Video)